# Логотип Львова

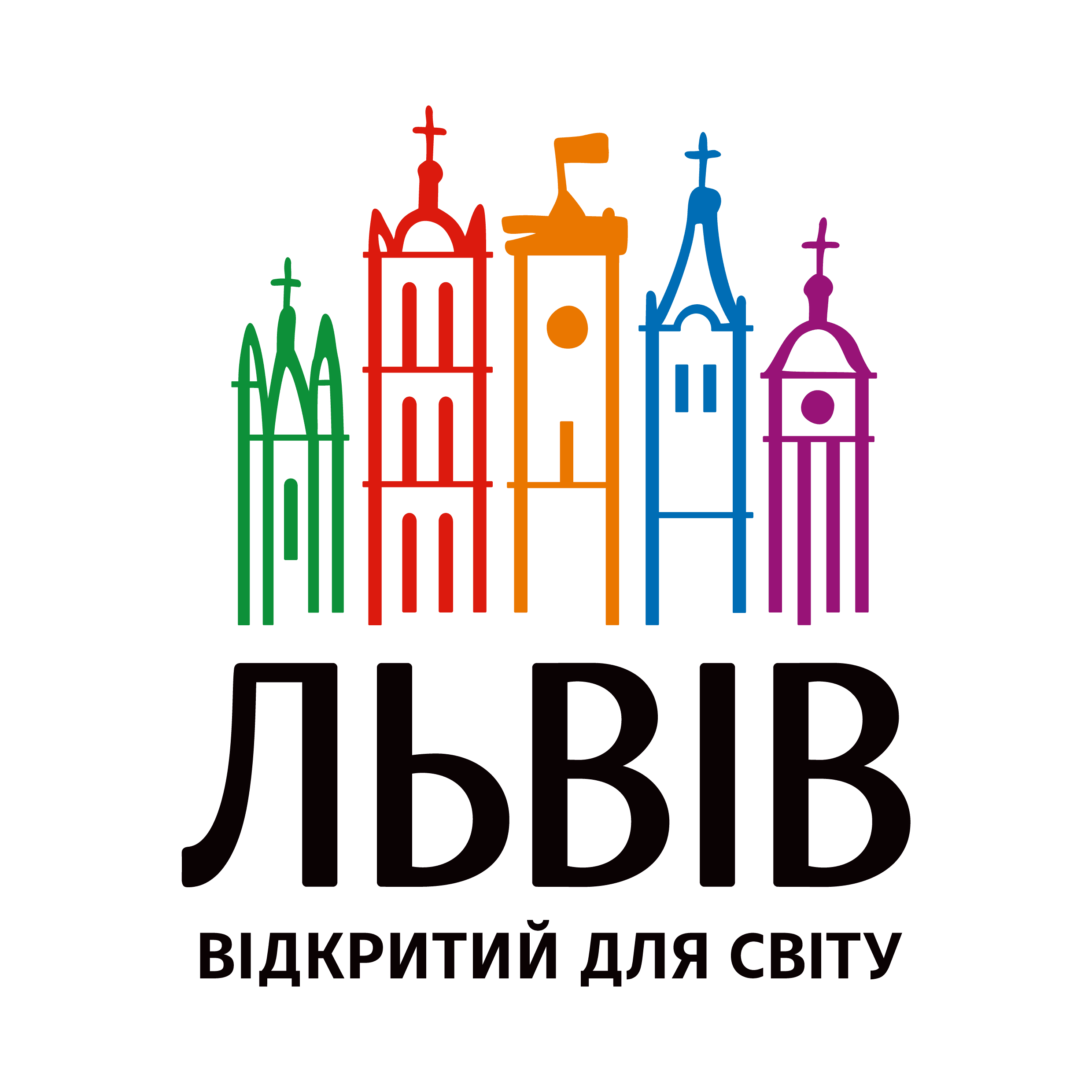
Логотип Львова

Логотип Львова (офіційно затверджений, як Знак для товарів та послуг для промоції міста Львова) — логотип Львова, найбільшого міста Західної України та адміністративного центру Львівської області.
За рішенням виконавчого комітету Львівської міської ради, використання логотипу фізичними та юридичними особами, іншими організаціями дозволяється після погодження з відділом промоції управління інформаційної політики та зовнішніх відносин департаменту Львівської міської ради «Адміністрація міського голови». Це суперечить пункту г статті 10 Закону України про авторське право та суміжні права, за яким символіка територіальних громад, символи та знаки підприємств, установ та організацій знаходяться у суспільному надбанні.
У 2006 році, у видозміненому варіанті, логотип святкування 750-річчя першої згадки про Львів. Рішенням Виконкому Львівської міськради № 105 від 9 березня 2007 року затверджений промоційним логотипом міста. У 2011 році логотип було оновлено.

## Опис
Логотип складається з зображення стилізованих різнокольорових зображень дзвіниць центральних храмів міста та вежі міської ратуші (зліва — направо):
- Дзвіниця Вірменського собору (зеленого кольору): символізує вірменську діаспору Львова, Вірменську апостольську церкву; в архітектурному плані — східний ренесанс (15-16 століття)
- Вежа Корнякта — дзвіниця Успенської церкви (червоного кольору): символізує український Львів, православну церкву; в архітектурному плані — східний ренесанс (15-16 століття)
- Вежа міської ратуші (помаранчевого кольору): символізує єдність міста, давні традиції та історію; в архітектурному плані — австрійський класицизм (19 століття)
- Вежа Латинської катедри (синього кольору): символізує польський Львів, католицьку церкву; в архітектурному плані — європейське бароко (18 століття)
- Дзвіниця монастиря Бернардинів (фіолетового кольору): символізує спадковість міських традицій, польський Львів, який став українським на прикладі Бернардинського монастиря, який, будучи до війни римо-католицьким, відновив свою діяльність як греко-католицька церква; в архітектурному плані — італійсько-нідерландський маньєризм (17 століття)

Ідея зображення міських веж почерпнута з Панорами Гогенберга — першого відомого зображення Львова, домінантою якого є оборонні мури, вежі і бані. Різнокольорові вежі символізують «багату архітектурну спадщину Львова, багатонаціональність культур та конфесій, котрі гармонійно розвивалися у місті від часу його заснування». Під зображенням веж міститься напис «Львів відкритий для світу» (в англійському варіанті — «Lviv open to the world»), що є неофіційним девізом міста.
Автором логотипу є Юрій Крукевич — старший викладач кафедри графічного дизайну ЛНАМ.

## Галерея

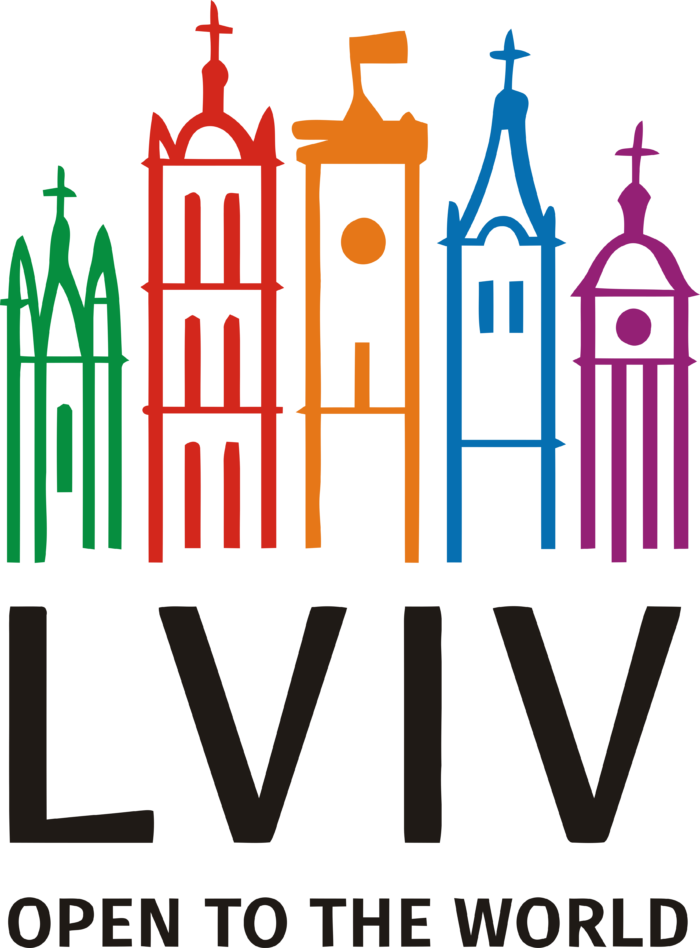
Англійська версія
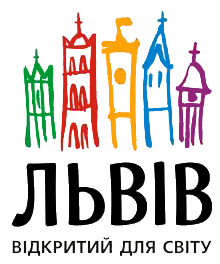
Версія 2007-2011 років
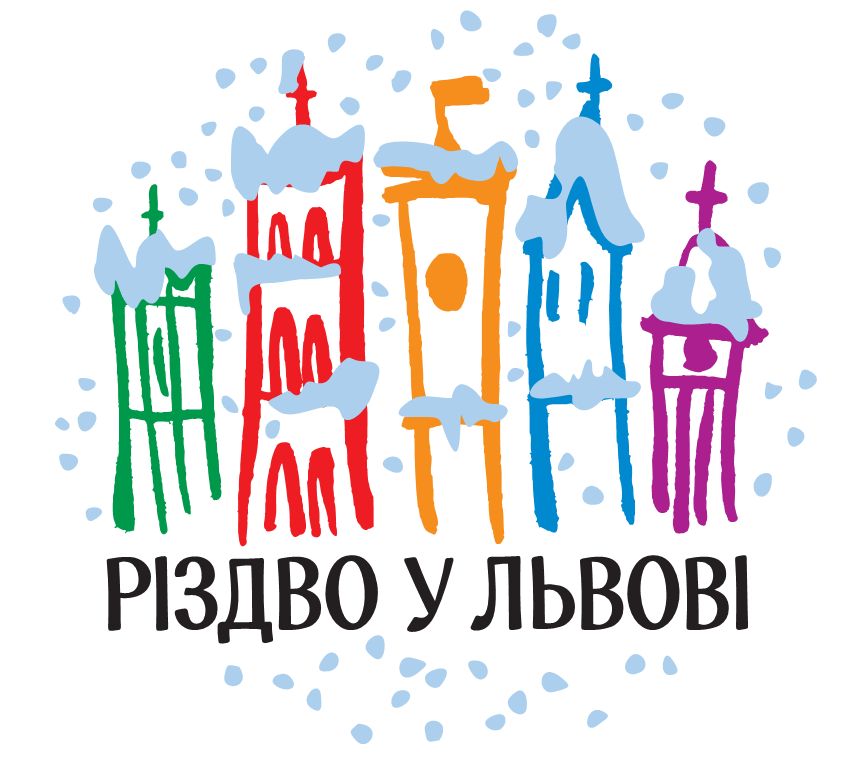
Різдвяна версія
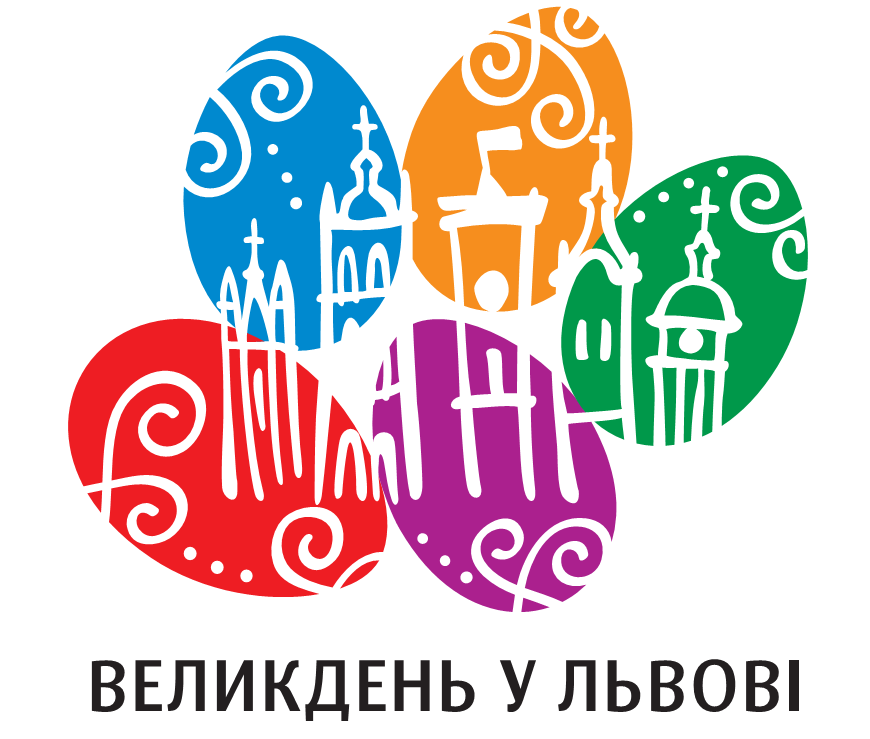
Великодня версія